# Шлуночок
Шлу́ночок (лат. ventriculus) — відділ серця, у людини ділиться на правий та лівий шлуночки, які отримують кров з передсердь й перекачують її в артерії. Відділені від лівого та правого предсердя мітральним та трикуспідальним клапанами відповідно, а від артерій — легеневого стовбура. Стінками шлуночків є найтовстіша частина міокарда, причому з дорослішанням людини стінка лівого шлуночка потовщується набагато сильніше, що відображає більш високий тиск, що вона відчуває.